# Vatakkiruttal
Vatakkiruttal (Tamil: digiuno guardando a nord), anche Vadakiruthal e vadakiruttal, è una forma di rituale Tamil di digiuno fino alla morte. Era particolarmente diffuso durante l'Era Sangam. I re tamil, al fine di salvare l'onore e il prestigio, erano pronti ad affrontare la morte senza mai voltare le spalle alla battaglia. Veniva eseguito da solo o in gruppo con i sostenitori del re catturato.

## Esempi
Alcuni esempi di Vatakkiruttal per amicizia:
Dopo la morte del re Vel Pari in una battaglia, il suo amico poeta Kapilar compie questo atto in Kabilar Kundru. In un altro, il re Kopperuncholan e il suo amico poeta Pisiranthaiyar fecero Vatakkiruttal.